# La odisea de los giles
La odisea de los giles es una película argentina de comedia dramática criminal y aventura estrenada en 2019, coescrita y dirigida por Sebastián Borensztein. La cinta está protagonizada por Ricardo Darín y Luis Brandoni. El guion es una adaptación de la obra original de Eduardo Sacheri titulada La noche de la usina, publicada en 2016. Fue seleccionada para participar en la 44° edición del Festival de Cine de Toronto en la sección Special Presentations. Obtuvo el premio a la Mejor película iberoamericana en la 34.ª edición de los Premios Goya.
La película se basa en los años de la crisis económica de 1998 a 2002, donde un grupo de vecinos de un pueblo de la provincia de Buenos Aires descubre que los ahorros que tenían en el banco para la creación de una cooperativa fueron retenidos debido a una estafa realizada por un abogado y el gerente de un banco. Para recuperar el dinero perdido, se organizan y arman un plan entre los vecinos del pueblo.
La película fue seleccionada para representar a Argentina en la categoría de Mejor película internacional de la 92.ª edición de los Premios Óscar, aunque no quedó entre las preseleccionadas para la competencia.

## Sinopsis
La trama de la historia se sitúa durante la crisis argentina del 2001. Cuenta la historia de un grupo de vecinos de un pequeño pueblo argentino (Alsina), y su intento de superar la crisis con un proyecto colectivo. 
Cuando sobreviene el "corralito", ellos se ven envueltos en una estafa que los deja prácticamente en la ruina. Los vecinos pronto verán la oportunidad de vengarse todos juntos, mediante complejos planes y estrategias, para conseguir así una merecida revancha y recuperar el dinero robado.

## Reparto
- Ricardo Darín como Fermín Perlassi.
- Luis Brandoni como Antonio Fontana.
- Chino Darín como Rodrigo Perlassi.
- Verónica Llinás como Lidia Perlassi.
- Daniel Aráoz como Belaúnde.
- Carlos Belloso como Atanasio Medina.
- Rita Cortese como Carmen Lorgio.
- Andrés Parra como Fortunato Manzi.
- Marco Antonio Caponi como Hernán Lorgio.
- Ale Gigena como Eladio Gómez.
- Guillermo Jacubowicz como José Gómez.
- Luciano Cazaux como Alvarado.
- Ailín Zaninovich como Florencia.
- José María Marcos como Seoane.
- Ramiro Vayo como "El Turco" Safa.
- Germán Godoy como Deluca.
- Jaquelina Pietrani como esposa de Manzi.
- Rubén Alberto Albarracín como Saldaño.
- Karina Hernández como Alicia Gómez.
- Giannina Giunta como novia del casamiento.
- Marcos José Metta como novio del casamiento.
- Javier Grecco como locutor del casamiento.
- Alejandro Carrillo Penovi como Vázquez.

## Recepción

### Crítica
Según el portal web Todas las críticas, la película fue muy bien recibida por la prensa, con una puntuación promedio de 76/100, basada en 52 reseñas, de las cuales el 98% fueron positivas.

### Comercial
La odisea de los giles fue la única cinta nacional de 2019 en encabezar la taquilla argentina en su estreno. En su primer día, la cinta contó con un amplio lanzamiento, contabilizando aproximadamente 380 salas y alrededor de 34.000 boletos vendidos. En su segundo día, la película creció en exposición hasta unas 444 salas computadas y 54.000 boletos. Arrancando con el fin de semana, y por ende con los comúnmente días de mayores ventas, su primer sábado (y tercer día en cartelera) representó nuevamente una suba en las salas disponibles de exposición, acrecentándose hasta las 469 en todo el país y 117.000 nuevos espectadores. En las proyecciones del domingo alcanzó el pico máximo de salas disponibles con un estimado de 482, logrando así un récord para el cine nacional como la cinta con el mayor lanzamiento en la historia (las 482 salas superaron lo conseguido previamente por El Ángel, en 2018, cuando se estrenó en 354). A su vez la cantidad de boletos vendidos decreció a unos 116.000, lo que representó una pequeña merma del 1% respecto al día anterior. El lunes, feriado no laborable en Argentina, sumó otras 82.000 entradas vendidas, el martes 28.000 y el miércoles 49.000, lo que supuso una primera semana en cartelera con 480.000 espectadores.
Para su segundo fin de semana en cartelera, la película solo decreció en audiencia un 20% respecto al anterior, con un estimado de 258.000 espectadores y un agregado de 89.000 más al terminar su segunda semana completa, contabilizando unos 347.000 espectadores. Durante su tercera semana en cartelera, La odisea de los giles superó el millón de espectadores (hito conseguido tras 17 días en cartelera). Al finalizar dicha semana la película sumó otros 253.000 espectadores (y una caída del 27% respecto a la semana anterior), logrando nuevamente el puesto número 1 en la taquilla.
Para mediados de diciembre de 2019, el acumulado total en Argentina era de más de 1.800.000 entradas vendidas, cantidad que la convierte en la película nacional más vista de ese año.

## Premios y nominaciones

### Participación en festivales de cine
| Festival                  | Fecha de evento                | Categoría             | Premio             | Ref.   |
| ------------------------- | ------------------------------ | --------------------- | ------------------ | ------ |
| Festival de Toronto       | 5 al 15 de septiembre de 2019  | Special Presentations | Solo participación | [ 3 ]  |
| Festival de San Sebastián | 20 al 28 de septiembre de 2019 | Sección oficial       | Solo participación | [ 17 ] |

### Premios
El 25 de enero de 2020 obtuvo el premio a la Mejor película iberoamericana en la 34.ª edición de los Premios Goya.